# Víctor Seix
Víctor Seix y Perearnau (Barcelona, 1 de julio de 1923-Frankfurt, 21 de octubre de 1967) fue un editor y empresario español, vinculado a la editorial Seix Barral.

## Biografía
Estudió en la escuela Blanquerna y en el Instituto Escuela de Barcelona, y posteriormente se licenció en filosofía y letras en la Universidad de Barcelona. El 22 de febrero de 1949 se casó con Montserrat Salvat y Pons, heredera de otro sello editorial. Murió en accidente de tráfico el 21 de octubre de 1967.

## Trayectoria
Fue heredero de una familia de impresores. En 1911, su abuelo, Victoriano Seix, se asoció con los hermanos Luis y Carlos Barral para montar un negocio de artes gráficas, puntero tecnológicamente. Andando el tiempo, en 1944, Víctor Seix entró en la imprenta Seix Barral, fundada por sus abuelos, donde modernizó toda la maquinaria y lanzó las primeras colecciones de libros. En 1955, al entrar en la empresa como socio el poeta Carlos Barral, la editorial tomó un nuevo giro. Barral sería el director literario y Seix se ocuparía de los números y de la parte logística. Formaron una pareja perfecta. Seix al timón de la editorial representó la modernidad y el experimentalismo. Con Barral, fue el principal impulsor del Boom hispanoamericano de los años 1960. Su editorial, la nueva Seix Barral, premió novelas de Vargas Llosa, Fuentes o Cabrera Infante, autores representados por la agente Carmen Balcells. Algunos de ellos se instalaron un tiempo en Barcelona y el boom se internacionalizó. La aportación de estos editores y de otros sellos logró que, en pleno franquismo, Barcelona fuera la capital del libro en español.
Poco después, en colaboración con Jacobo Muchnik y Joana Mercé Varela, fundó la editorial Difusora Internacional (DISA). Fueron los primeros en editar los conocidos Anuarios, año tras año, y comercializarlos a través de una red de venta directa. Formó parte del Sindicato del Papel y Artes Gráficas. A partir de los años 1950, con un grupo de jóvenes universitarios, promovió el movimiento internacional de la paz "Pax Christi".

## Trágica muerte
Con ocasión de la Feria del Libro de Frankfurt, sufrió en esta ciudad un accidente de tranvía, y murió pocos días después, el 21 de octubre de 1967. Por curiosidad, el hombre que atropelló a Víctor Seix en la feria de Frankfurt de 1967 llevaba el nombre de Adolf Hitler.

## Obras
- "El bandolerismo catalán en la literatura española".